# Tellervo mendica
Tellervo mendica är en fjärilsart som beskrevs av Talbot 1943. Tellervo mendica ingår i släktet Tellervo och familjen praktfjärilar. Inga underarter finns listade i Catalogue of Life.